# Monte de Meda (Guntín)
Monte de Meda (llamada oficialmente San Martiño de Monte de Meda) es una parroquia española del municipio de Guntín, en la provincia de Lugo, Galicia.

## Otras denominaciones
La parroquia también es conocida por el nombre de San Martín de Monte de Meda.

## Organización territorial
La parroquia está formada por ocho entidades de población:
- A Goy (Goi)
- A Veiga
- Bustelo Grande
- Crende
- Eirexe (A Eirexe)
- Outeiro
- San Martiño (San Martiño de Picato)
- Venta do Rato (A Venda do Rato)

## Demografía
| Gráfica de evolución demográfica de Monte de Meda entre 2000 y 2021 |
|                                                                     |
| Datos según el nomenclátor publicado por el INE.                    |